# Joad
Joad ou Joïada (en hébreu יְהוֹיָדָע (Yehôyādāʿ Dieu (יהוה) connaît (הוֹדָה)), en grec ᾿Ιωδαὲ (Iôdaé), en latin Ioiadae) est un nom porté par deux prêtres dans la Bible hébraïque.

## Le premier Joad
Le premier Joad vivait au temps des rois Saül et David. On le cite comme père de Benaiah, un combattant de l'armée de David qui, sous Salomon, finit par être placé à la tête de l'armée.

## Le second Joad
Joad est grand-prêtre sous les règnes d'Ochozias, d'Athalie et de Joas, à la fin du IXe siècle av. J.-C. À 90 ans environ, il épouse la sœur du roi Ochozias, la princesse Josheba (ou Jehosheba, ou Jehoshabeath).
Ochozias meurt peu après la bataille de Megiddo et le trône est usurpé par la reine mère Athalie, qui massacre les enfants royaux, sauf Joas, sauvé encore bébé par Joad et sa femme. Pendant six ans, ils tiennent caché dans le Temple ce dernier survivant des héritiers du trône.
Joad contribue à mettre en place un coup d'État qui détrône et tue la reine Athalie. Il guide le jeune roi Joas sur le chemin de la vertu pendant environ 35 ans, au cours desquels le Temple est restauré. On connaît aussi Joad pour l'alliance nationale qu'il établit « entre lui, tout le peuple et le roi, (...) par laquelle ils devaient être le peuple de l’Éternel ».
Joad vécut 130 ans et est enterré parmi les rois dans la ville de David. Le fils de Joad, Zacharie, est par la suite mis à mort par le roi Joas.